# Trichosalpinx barbelifera
Trichosalpinx barbelifera är en orkidéart som beskrevs av Carlyle August Luer och Roberto Vásquez. Trichosalpinx barbelifera ingår i släktet Trichosalpinx och familjen orkidéer.
Artens utbredningsområde är Bolivia. Inga underarter finns listade i Catalogue of Life.